# Division 1 i amerikansk fotboll 2011
Division 1  är den näst högsta serien i amerikansk fotboll för herrar i Sverige 2011. Serien består 2011 av 27 lag uppdelade på fyra olika geografiska serier. Vinst ger 2 poäng, oavgjort 1 poäng och förlust 0 poäng.
De två bästa lagen i varje serie går vidare till Division 1 slutspel som avgörs i kvartsfinal och semifinal där vinnarna i semifinalerna möter lag 5 och 6 från Superserien

## 2011

### Norra
Lagen är uppdelade i två konferenser med gemensam tabell, där man möttes i dubbelmöten hemma och borta inom konferensen och enkelmöten med övriga lag.
| Lag                  | Konferens | Lag               | Konferens |
| -------------------- | --------- | ----------------- | --------- |
| Jamtland Republicans | Norra     | Arlanda Jets B    | Södra     |
| Sundsvall Flames     | Norra     | Gefle Red Devils  | Södra     |
| Westerbotten Huskies | Norra     | Västerås Roedeers | Södra     |
|                      |           | Uppsala 86ers     | Södra     |

| Lag                  | SM | V | F | O | GP-IP   | Poäng |
| -------------------- | -- | - | - | - | ------- | ----- |
| Uppsala 86ers        | 9  | 7 | 2 | 0 | 362-88  | 14    |
| Gefle Red Devils     | 9  | 6 | 2 | 1 | 228-87  | 13    |
| Västerås Roedeers    | 9  | 6 | 2 | 1 | 210-156 | 13    |
| Jamtland Republicans | 8  | 3 | 5 | 0 | 86-174  | 6     |
| Westerbotten Huskies | 7  | 2 | 5 | 0 | 90-143  | 4     |
| Sundsvall Flames     | 7  | 2 | 5 | 0 | 39-155  | 4     |
| Arlanda Jets B       | 9  | 2 | 7 | 0 | 62-274  | 4     |

|                      | AJ   | GRD   | JR   | SF   | U86   | VR    | WH    |
| -------------------- | ---- | ----- | ---- | ---- | ----- | ----- | ----- |
| Arlanda Jets B       | -    | 0-14  | -    | 14-0 | 8-6   | 14-36 | -     |
| Gefle Red Devils     | 48-6 | -     | -    | 34-7 | 18-20 | 26-20 | -     |
| Jamtland Republicans | 34-6 | 6-54  | -    | 6-0  | -     | -     | 28-6  |
| Sundsvall Flames     | -    | -     | 8-6  | -    | 0-52  | 6-29  | 18-14 |
| Uppsala 86ers        | 84-6 | 20-12 | 40-0 | -    | -     | 60-6  | 58-0  |
| Västerås Roedeers    | 14-8 | 8-8   | 40-0 | -    | 38-22 | -     | 19-12 |
| Westerbotten Huskies | 38-0 | 0-14  | 20-6 | -    | -     | -     | -     |

Luleå Eskimos har dragit sig ur
S = Spelade matcher; V = Vunna matcher; O = Oavgjorda matcher; F = Förlorade matcher

GP = Gjorda poäng; IP = Insläppta poäng; P = Poäng

     – Slutspel.

### Östra
Lagen möttes i dubbelmöten hemma och borta.
| Lag                    | SM | V | F | O | GP-IP   | Poäng |
| ---------------------- | -- | - | - | - | ------- | ----- |
| Nyköping Baltic Beasts | 6  | 6 | 0 | 0 | 243-39  | 10    |
| Telge Truckers         | 6  | 4 | 2 | 0 | 118-128 | 8     |
| Roslagen Bulldogs      | 6  | 2 | 4 | 0 | 59-89   | 4     |
| Eskilstuna Sharks      | 6  | 0 | 6 | 0 | 66-200  | 0     |

|                        | ES    | NBB   | RB        | TT    |
| ---------------------- | ----- | ----- | --------- | ----- |
| Eskilstuna Sharks      | -     | 14-50 | 0-22      | 14-30 |
| Nyköping Baltic Beasts | 72-8  | -     | 1-0(W.O.) | 60-0  |
| Roslagen Bulldogs      | 20-14 | 3-36  | -         | 0-20  |
| Telge Truckers         | 36-16 | 14-24 | 18-14     | -     |

Norrköping Panthers och Stockholm Mean Machines B har dragit sig ur
S = Spelade matcher; V = Vunna matcher; O = Oavgjorda matcher; F = Förlorade matcher

GP = Gjorda poäng; IP = Insläppta poäng; P = Poäng

     – Slutspel.

### Västra
Lagen möttes i dubbelmöten hemma och borta.
| Lag              | SM | V | F | O | GP-IP  | Poäng |
| ---------------- | -- | - | - | - | ------ | ----- |
| Göteborg Marvels | 6  | 6 | 0 | 0 | 251-20 | 12    |
| Karlskoga Wolves | 6  | 4 | 2 | 0 | 105-83 | 8     |
| Lidköping Lakers | 5  | 1 | 4 | 0 | 34-114 | 2     |
| Skövde Dukes     | 5  | 0 | 5 | 0 | 20-193 | 0     |

|                  | GM   | KW   | LL    | SD   |
| ---------------- | ---- | ---- | ----- | ---- |
| Göteborg Marvels | -    | 41-6 | 44-6  | 61-0 |
| Karlskoga Wolves | 8-28 | -    | 14-2  | 40-0 |
| Lidköping Lakers | 0-30 | 6-12 | -     | -    |
| Skövde Dukes     | 0-47 | 6-25 | 14-20 | -    |

Carlstad Crusaders B & Ulricehamn Chargers har dragit sig ur.
S = Spelade matcher; V = Vunna matcher; O = Oavgjorda matcher; F = Förlorade matcher

GP = Gjorda poäng; IP = Insläppta poäng; P = Poäng

     – Slutspel.

### Södra
Lagen möttes i dubbelmöten hemma och borta.
| Lag                    | SM | V | F | O | GP-IP   | Poäng |
| ---------------------- | -- | - | - | - | ------- | ----- |
| Kristianstad Predators | 10 | 8 | 2 | 0 | 343-147 | 16    |
| Limhamn Griffins       | 10 | 8 | 2 | 0 | 386-143 | 16    |
| Ystad Rockets          | 10 | 8 | 2 | 0 | 209-55  | 16    |
| Lugi Vikings           | 10 | 4 | 6 | 0 | 154-222 | 8     |
| Ekeby Greys            | 10 | 1 | 9 | 0 | 72-354  | 2     |
| Hässleholm Hurricanes  | 10 | 1 | 8 | 0 | 64-307  | 2     |

|                        | EG   | HH    | KP    | LG    | LV    | YR    |
| ---------------------- | ---- | ----- | ----- | ----- | ----- | ----- |
| Ekeby Greys            | -    | 28-6  | 6-43  | 6-39  | 16-50 | 0-43  |
| Hässleholm Hurricanes  | 12-8 | -     | 20-21 | 0-62  | 0-8   | 0-21  |
| Kristianstad Predators | 56-8 | 50-0  | -     | 51-44 | 43-14 | 13-0  |
| Limhamn Griffins       | 49-0 | 50-12 | 40-33 | -     | 49-8  | 0-6   |
| Lugi Vikings           | 30-0 | 15-14 | 2-26  | 13-32 | -     | 14-22 |
| Ystad Rockets          | 26-0 | 44-0  | 13-7  | 14-21 | 20-0  | -     |

Kristianstad C4 Lions har dragit sig ur
S = Spelade matcher; V = Vunna matcher; O = Oavgjorda matcher; F = Förlorade matcher

GP = Gjorda poäng; IP = Insläppta poäng; P = Poäng

     – Slutspel.

## Slutspel
Kvartsfinal
|       | 4 september 2011 | Uppsala 86ers | 33–0 | Telge Truckers | Österängens IP |  |
| 13:00 |                  |               |      |                |                |  |
|       |                  |               |      |                |                |  |
|       |                  |               |      |                |                |  |

|       | 4 september 2011 | Nyköping Baltic Beasts | 26–7 | Gefle Red Devils | Rosvalla |  |
| 18:00 |                  |                        |      |                  |          |  |
|       |                  |                        |      |                  |          |  |
|       |                  |                        |      |                  |          |  |

|  | 3-4 september 2011 | Kristianstad Predators | 1–0 (W.O.) | Karlskoga Wolves | Kristianstad IP |  |
|  |                    |                        |            |                  |                 |  |
|  |                    |                        |            |                  |                 |  |
|  |                    |                        |            |                  |                 |  |

|       | 3 september 2011 | Göteborg Marvels | 30–47 | Limhamn Griffins | Backavallen |  |
| 16:00 |                  |                  |       |                  |             |  |
|       |                  |                  |       |                  |             |  |
|       |                  |                  |       |                  |             |  |

Semifinal
|       | 11 september 2011 | Uppsala 86ers | 21–12              | Nyköping Baltic Beasts | Österängens IP |  |
| 13:00 | 13:00             |               | (0–0) Matchrapport |                        |                |  |
| 13:00 | 13:00             |               |                    |                        |                |  |
| 13:00 | 13:00             |               |                    |                        |                |  |

|       | 10 september 2011 | Kristianstad Predators | 14–21 | Limhamn Griffins | Kristianstad IP |  |
| 16:00 |                   |                        |       |                  |                 |  |
|       |                   |                        |       |                  |                 |  |
|       |                   |                        |       |                  |                 |  |

Kval till Superserien
|       | 17 september 2011 | Arlanda Jets | 27–14               | Uppsala 86ers | Midgårdsvallen |  |
| 13:00 | 13:00             |              | (14–6) Matchrapport |               |                |  |
| 13:00 | 13:00             |              |                     |               |                |  |
| 13:00 | 13:00             |              |                     |               |                |  |

|       | 17 september 2011 | STU Northside Bulls | 47–27   | Limhamn Griffins | Bergshamra |            |
| 16:00 | 16:00             |                     | (20–13) |                  | Publik: 50 | Publik: 50 |
| 16:00 | 16:00             |                     |         |                  | Publik: 50 | Publik: 50 |
| 16:00 | 16:00             |                     |         |                  | Publik: 50 | Publik: 50 |